# Annona jamaicensis
Annona jamaicensis là một loài thực vật]] thuộc họ Annonaceae. Đây là loài đặc hữu của Jamaica.